# Орменио
Орменио (греч. Ορμένιο, тур. Çirmen, болг. Черномен) — это крайняя северная точка в Греции. Это часть муниципального образования Тригоно в региональной единице Эврос, Фракии. Она расположена недалеко от правого берега реки Эврос, которая здесь образует границу с Болгарией. На другой стороне Эвроса, в 6 км к северу, находится болгарский город Свиленград. Близлежащие деревни в Греции — Птелея на юго-востоке и Петрота на юго-западе.

## История
В 1371 году Орменио был местом битвы при Марице, в которой сербская армия под командованием Ивана Углеши и Вукашина потерпела решительное поражение от османов. Во времена османского владычества он был известен как «Чирмен» и до 1829 года был центром санджака. В 1878 году здесь проживало 870 болгар и 120 мусульман. После Балканских войн деревня была присоединена к Болгарии как «Черномен» до 1919 года, когда деревня была передана Греции по договору Нейи. В 1997 году в рамках реформы Каподистрии община Орменио вошла в состав нового муниципалитета Тригоно вместе с 12 другими бывшими общинами. В ходе реформы Калликратиса 2011 года Тригоно стало муниципальной единицей муниципалитета Орестиада.

## Транспорт

### Дороги
Орменио обходит Греческая национальная дорога 51/Европейский маршрут E85 (Ферес — Суфли — Орестиада — Орменио), которая продолжается через границу как болгарская дорога 80 в Свиленград.

### Железные дороги
Сообщество обслуживается железнодорожной станцией Орменио, самой северной железнодорожной станцией в Греции и терминалом для (греческой части) линии Александруполис-Свиленград. В настоящее время нет железнодорожного сообщения с Свиленградом через Орменио. В Орменио была железнодорожная станция на линии от Дидимотейчо до Харманли в Болгарии. В эпоху Османской империи Орменио по-турецки назывался «Чирмен».